# Vespericola columbianus
Vespericola columbianus är en snäckart som först beskrevs av I. Lea 1838.  Vespericola columbianus ingår i släktet Vespericola och familjen Polygyridae. Inga underarter finns listade i Catalogue of Life.